# Ischnura
Ischnura és un gènere d'odonats zigòpters de la família Coenagrionidae.

## Taxonomia
El gènere Ischnura inclou nombroses espècies, de les quals vuit viuen a Europa:
- Ischnura elegans - Europa
- Ischnura fountaineae - Sicília
- Ischnura genei - Itàlia, Sardenya, Sicília, Còrsega, Malta,
- Ischnura graellsii - Península Ibèrica
- Ischnura hastata - Açores
- Ischnura pumilio - Europa (incloent la península Ibèrica)
- Ischnura saharensis - Canàries
- Ischnura senegalensis - Madeira